# Ślepowron wielkogłowy
Ślepowron wielkogłowy (Nycticorax megacephalus) – wymarły gatunek ptaka z rodziny czaplowatych (Ardeidae). Występował na wyspie Rodrigues w archipelagu Maskarenów na Oceanie Indyjskim.

## Cechy gatunku
Gatunek znany jedynie z kilku częściowo sfosylizowanych kości oraz opisu François Leguata z 1708 roku oraz Juliena Tafforeta z 1726 roku. Obaj autorzy zgodnie opisali ten gatunek jako czaplo-podobnego ptaka wielkości wyrośniętego kurczaka lub niewielkiej czapli. W wyniku analizy szczątków kopalnych stwierdzono, że dziób tego gatunku był bardzo silnie zbudowany, dzięki czemu nadano mu nazwę megacephalus (łac. „wielkogłowy”). Ta cecha dość jednoznacznie wskazuje, że gatunek ten stopniowo ewoluował w formę nielotną.
Zachowanie i biotop
Z opisu wynika, że ślepowron wielkogłowy preferował słodkowodne obszary miejscowych jezior oraz bagien. Nie wchodził na drzewa. Był ptakiem mało płochliwym. Podczas prób jego złapania odlatywał niedaleko i zastygał w bezruchu.
Pożywienie
Preferowanym pokarmem ślepowrona wielkogłowego były miejscowe, endemiczne gatunki gekonów, m.in. Phelsuma edwardnewtoni i Phelsuma gigas. Wspomniane gatunki gekonów również wymarły w wyniku osiedlenia się na wyspie ludzi oraz przywleczenia towarzyszących im kotów oraz psów.
Rozmnażanie
Ślepoworon wielkogłowy znosił zielonkawe jaja.

## Wymarcie
Ptak ten wymarł przypuszczalnie w połowie XVIII wieku w wyniku nieustannych polowań. Pośrednią przyczyną było także wprowadzenie na wyspę obcych gatunków, w tym kotów i psów. Alexandre Guy Pingré, francuski geograf i astronom, opisuje w swoim raporcie, że w 1761 roku na wyspie Rodrigues nie można było zaobserwować już żadnego osobnika tego gatunku.